# استاروچیکه‌یوو
استاروچیکه‌یوو (انگلیسی: Starochikeyevo) یک شهرک در شهرستان شارانسکی استان باشقیرستان کشور روسیه است.